# Zabawa
Zabawa was een Poolse heraldische clan (ród herbowy) van middeleeuws Polen en later het Pools-Litouwse Gemenebest. Zabawa betekent plezier of spel. De oudste vermelding van Zabawa is een zegel van Stanisław Świradzki uit 1465. Volgens de legende zou de oorsprong van de clan bij een ridder genaamd Wiślimierz van de Wczele-clan liggen. De koning zou het Zabawa-wapen voor verdiensten aan deze ridder hebben verleend. Pommeren wordt als oospronggebied genoemd.
De historicus Tadeusz Gajl heeft 39 Poolse Zabawa-clanfamilies geïdentificeerd.

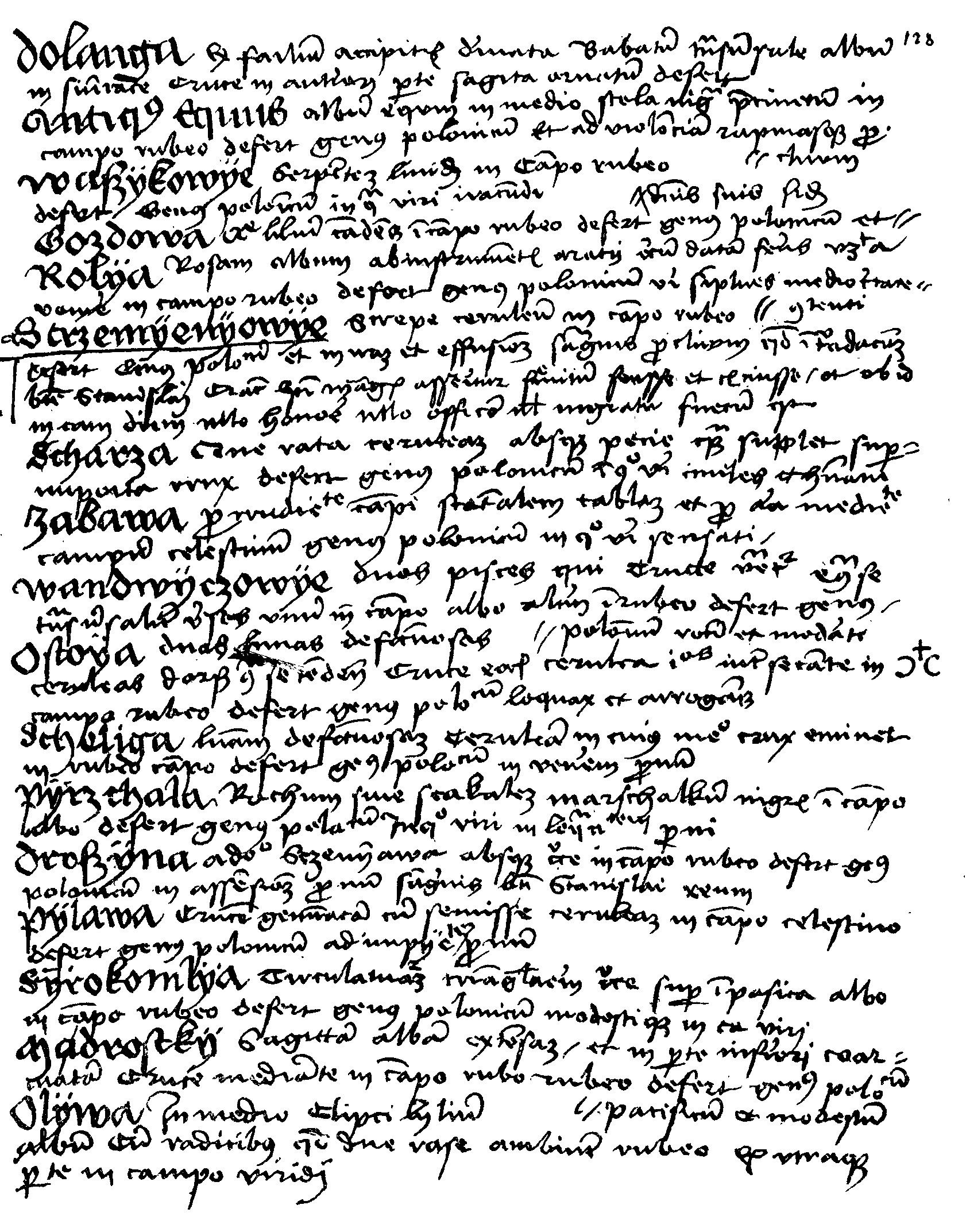
Vermelding van Zabawa in Insignia seu clenodia Regis et Regni Poloniae

## Telgen
De clan bracht de volgende bekende telgen voort:
- Wisław Zabawa, bisschop

## Galerij

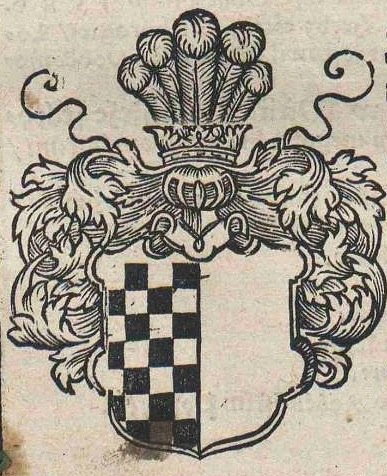
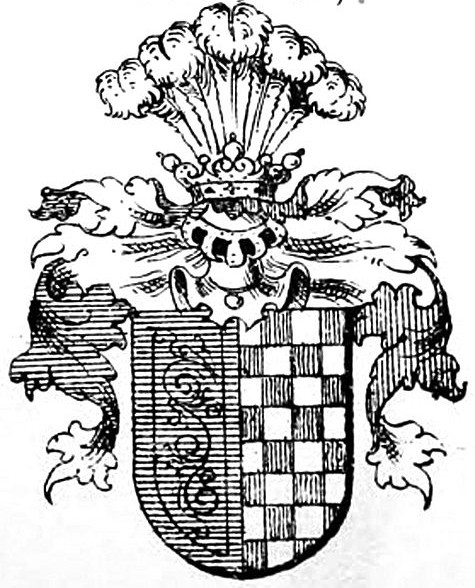